# Symphyotrichum novae-angliae
Symphyotrichum novae-angliae е вид тревисто, многогодишно цъфтящо растение от семейство Сложноцветни (Asteraceae). Видът е незастрашен от изчезване.

## Разпространение
Symphyotrichum novae-angliae е разпространен в някои области на Северна Америка източно от Скалистите планини, с изключение на някои от южните щати.